# Джони Инглиш
„Джони Инглиш“ (на английски: Johnny English) е британско-американска комедия от 2003 г. на режисьора Питър Хауит. Главната роля се изпълнява от Роуън Аткинсън.

## Сюжет
Внимание:  Текстът по-долу разкрива сюжета на произведението (или части от него)!
Френският милиардер и смятан за най-добър приятел на Великобритания Паскал Соваж решава да осъществи коварния си план - да стане крал на Великобритания и да превърне страната в най-големия затвор в света, за който други страни ще плащат големи пари, за да държат престъпници. След поредица от трагични инциденти британската тайна служба MI7 остава без супер агенти и агент Джони Инглиш, скромен офис служител без опит в оперативната работа, трябва да осуети коварните планове на Соваж. Инглиш трябва да бъде подпомаган в работата си от лоялния си Бъф и колега от Интерпол Лорна Кембъл.

## Актьорски състав
| Актьор              | Роля                                                                          |
| ------------------- | ----------------------------------------------------------------------------- |
| Роуън Аткинсън      | Джони Инглиш – британски таен агент                                           |
| Натали Имбрулия     | Лорна Кембъл – агент на Интерпол                                              |
| Бен Милър           | Бъф „Ангъс“ – помощникът на Джони Инглиш                                      |
| Джон Малкович       | Паскал Соваж – френският милиардер                                            |
| Оливър Форд Дейвис  | Архиепископ на Кентърбъри                                                     |
| Тим Пигът-Смит      | „Пегас“ – ръководителят на MI7                                                |
| Кевин Макнали       | Министър-председател на Обединеното кралство                                  |
| Дъглас Макферан     | Клаус Вендета – един от слугите на Соваж                                      |
| Стив Николсън       | Дитер Клайн – един от слугите на Соваж                                        |
| Таша де Васконселос | графиня Александра                                                            |
| Грег Уайз           | Агент №1 – най-важният британски агент на MI7                                 |
| Терънс Харви        | Служител на погребална къща на погребението на Агент №1                       |
| Нина Йънг           | секретарката на „Пегас“                                                       |
| Роуланд Дейвис      | сър Антъни Шевеникс – ръководител на кралската сигурност                      |
| Филипа Фордъм       | Жената сноб, която беше обидена от англичаните на церемония в Тауър           |
| Прунела Скейлс      | Елизабет II                                                                   |
| Тим Берингтън       | агент на MI7, който помага да се открие самоличността на „нападателя“ в Тауър |
| Саймън Бърнстейн    | „Нападателя“                                                                  |
| Мартин Лоутън       | шофьор на катафалката                                                         |
| Невил Филипс        | свещеник на погребението                                                      |
| Такуя Мацумото      | суши сервитьор                                                                |
| Питър Тен           | клиент на суши бар                                                            |
| Сам Бийзли          | възрастния мъж в болницата                                                    |
| Кевин Мур           | Доктор                                                                        |
| Фарук Прути         | пазач на „серума на истината“                                                 |
| Марк Данбъри        | пазач                                                                         |
| Джак Реймънд        | френския сервитьор на рецепция                                                |
| Джени Галоуей       | външен министър                                                               |
| Крис Тарант         | радио говорител на коронацията на Соваж                                       |
| Джеймс Грийн        | шотландски епископ на коронацията на Соваж                                    |
| Клайв Греъм         | уелски епископ на коронацията на Соваж                                        |
| Тревър Макдоналд    | дикторът, който разказва историята на Соваж                                   |